# José Espinoza
José Julio Espinoza Valeriani (Lima, 23 de junio de 1974) es un exfutbolista peruano. Jugaba en la ubicación de defensa y desde el año 2006 
es entrenador de futbol.

## Trayectoria
José Espinoza fue formado en las divisiones menores del Club Universitario de Deportes. Hizo su debut oficial en la profesional con Universitario de Deportes en 1992, en 1995 fue subcampeón nacional con el cuadro crema y disputó todos los encuentros de la Copa Libertadores 1996, también jugó en la selección peruana preolímpica en Tandil (1996), en el año 1998 pasó al Club Sporting Cristal y en ese año emigra al fútbol escocés con el Dundee United.
En 1999 regresó al Perú y jugó en Deportivo Pesquero , el año 2000 jugó por la Universidad Autónoma de Honduras, en el 2001 regreso a Universitario de Deportes. Su último partido en el club merengue fue el miércoles 17 de octubre del 2001 frente al Unión Minas en el Estadio Monumental por el Torneo Clausura de ese año. La U venció por 2 a 0 con goles de Martín Vilallonga de penal a los 17 minutos del primer tiempo y Araujo de cabeza a los 13 minutos del complemento. En el año 2002 jugó entre los equipos Estudiantes de Medicina y FBC Melgar.
En el 2004 se retiró jugando por el Club Deportivo Municipal, siendo capitán y jugando la final de Ascenso al Fútbol profesional.
Hoy en día es entrenador de reservas de San Martín, con el cual campeona en el año 2015 y quedando en 2.º puesto en el año 2016; y del colegio Alexander von Humboldt, el cual resultó bicampeón invicto en las Categorías Juveniles y Medianos de ADCA en 2018.
Actualmente sigue siendo entrenador del Club Deportivo Universidad San Martin y también en el Colegio Alexander von Humboldt donde fue campeón del torneo ADCA.

## Clubes
| Club                      | País                  | Año       |
| ------------------------- | --------------------- | --------- |
| Universitario de Deportes | Perú                  | 1994-1997 |
| Dundee United             | Escocia               | 1997-1999 |
| Deportivo Pesquero        | Perú                  | 1999      |
| Universitario de Deportes | Perú                  | 2000-2001 |
| Estudiantes de Medicina   | Perú                  | 2001      |
| FBC Melgar                | Perú                  | 2002-2003 |
| CSD Municipal             | Guatemala             | 2004      |
| DUX Internacional         | 🇵🇬 Papúa Nueva Guinea | 2005      |

|-